# 조병상
조병상(曺秉相, 일본식 이름: 가야마 시게루(夏山 茂), 1891년 2월 16일 ~ 1978년 12월 30일)은 일제강점기 시절 조선총독부 중추원 참의를 지냈다. 박두영, 박석윤과 함께 만주사변을 계기로 민생단을 조직해 민생단 사건을 불러온 인물로 알려져 있다.

## 생애
선린상업학교를 졸업하고 여러 학교에서 교사로 근무하다가 경성부 협의원과 경기도 도의원을 지냈다. 1936년 조선총독부 중추원 주임참의로 발탁된 뒤 한차례 연임하여 1945년 광복 시점까지 재임했다.
1924년 동민회 이사, 이듬해 갑자구락부 위원이 된 시작으로 각종 친일 단체에서 활발한 활동을 했다. 1936년 조선지원병후원회 이사, 1940년 국민총력조선연맹 이사, 1942년 흥아보국단 발기위원, 조선임전보국단 이사, 1943년 조선식량영단 감사, 1945년 대화동맹 이사 등이 주요 이력이다.
태평양 전쟁 기간 동안에는 전쟁 지원을 역설하며 기고문 투고와 시국 강연을 위한 지방 순회 연설에 가담했다. 1942년 9월 전시 비상 동원을 목적으로 조직된 종로구 경방단의 단장에 임명되었고, 1944년 관변 단체로 이성환이 주도해 설립한 국민동원총진회에 김동환, 손영목과 함께 이사로 참여한 기록도 있다.
내선일체와 반공주의를 기본 이념으로 삼은 조병상의 이러한 활동에 대해 일본 정부는 쇼와대례기념장 등을 수여했으며, 1940년 2600주년 기원절 행사에 초대한 약 300명의 조선인에 손영목을 포함시켰다.
특히 태평양 전쟁 중 장성한 아들 중 장남을 지원병으로, 차남을 학병으로 참전시킨 뒤, 《매일신보》와의 인터뷰에서 학도특별지원병 제도 실시가 상류계급의 애국심을 재는 잣대가 될 것이라며 전쟁 지원을 독려했다. 베이징 등 북중국 지역의 일본군을 직접 위문하기도 했다.
광복 후 조병상이 일본행 여행권을 신청한 것이 언론에 보도 될 만큼 '거물 친일파'로 관심을 모았고, 반민족행위처벌법이 제정되면서 1949년 체포되어 조사를 받았다. 반민법정에서는 징역 7년형이 구형된 뒤 징역 1년 6개월형을 선고받았다.
한국 전쟁 때 실종되어 조선민주주의인민공화국으로 납치된 것으로 추정된다.

## 사후
2002년 발표된 친일파 708인 명단의 중추원과 기타 두 분야에 선정되었고, 2008년 공개된 민족문제연구소의 친일인명사전 수록예정자 명단에서도 중추원과 친일단체의 두 개 분야에 포함되어 있다. 2009년 친일반민족행위진상규명위원회가 발표한 친일반민족행위 705인 명단에도 포함되었다.
만주에서 민생단 사건을 직접 겪은 김일성은, 회고록 《세기와 더불어》을 통해 조병상을 박석윤, 전성호, 김동한과 함께 "애국애민을 부르짖는 민족주의자, 혁명가로 자처하였으나 예외없이 일제가 오래전부터 손때를 묻혀 길들여온 반역아"였다고 평가했다.

## 같이 보기
- 조선총독부 중추원
- 민생단 사건
- 조선임전보국단
- 대화동맹

## 참고 자료
- 국사편찬위원회 - 조병상 (曺秉相)
- 반민족행위특별조사위원회, 〈피의자 심문조서 - 조병상〉 (1)[깨진 링크(과거 내용 찾기)] (2)[깨진 링크(과거 내용 찾기)] (3)[깨진 링크(과거 내용 찾기)](1949년 2월)
- 한홍구 (2002년 10월 9일). “[한홍구의 역사이야기] 상아탑은 병역비리탑?”. 한겨레21. 2005년 3월 23일에 원본 문서에서 보존된 문서. 2007년 12월 9일에 확인함. |제목=에 지움 문자가 있음(위치 1) (도움말)
- 김상일 (2007년 11월 9일). “‘민생단’ 십자가를 지고 왕청 골고다 언덕을 걸어가는 이 사람을 보라! - 김상일 교수의 『세기와 더불어』 주체사상 둘러보기 ⑦”. 통일뉴스. 2007년 12월 9일에 확인함.[깨진 링크(과거 내용 찾기)]